# Колквиц
Колквиц или Голкојце (њем. Kolkwitz, длсрп. Gołkojce) општина је у њемачкој савезној држави Бранденбург. Једно је од 30 општинских средишта округа Шпре-Најсе. Према процјени из 2010. у општини је живјело 9.773 становника. Посједује регионалну шифру (AGS) 12071244.

## Географски и демографски подаци
Колквиц или Голкојце се налази у савезној држави Бранденбург у округу Шпре-Најсе. Општина се налази на надморској висини од 65 метара. Површина општине износи 104,0 km². У самом мјесту је, према процјени из 2010. године, живјело 9.773 становника. Просјечна густина становништва износи 94 становника/km².